# Günther Hillmann (Soziologe)
Günther Hillmann (* 1922 in Breslau) ist ein deutscher Philosoph und Soziologe.

## Leben
Günther Hillmann wurde 1922 in Breslau als Sohn eines kaufmännischen Angestellten und späteren Juweliers geboren. Er besuchte die Oberschule. Während der Schulzeit war er in der NS-Jugendorganisation aktiv. Nach dem Abitur 1940 wurde er zur Wehrmacht eingezogen und an der Ostfront verwundet. Nach dem Krieg begann er ein Studium an der Ludwig-Maximilians-Universität in München mit den Fächern Philosophie, Pädagogik und Soziologie. Von 1950 bis 1956 unterbrach er sein Studium, um sich als Funktionär in verschiedenen Organisationen der KPD zu engagieren. Von 1957 bis 1960 war er in einem Münchener Großbetrieb als Fräser tätig. 1960 nahm er sein Studium wieder auf und wurde im selben Jahr wegen seiner früheren politischen Tätigkeiten angeklagt und zu fünfzehn Monaten Gefängnis verurteilt. 1963 promovierte er bei Ernesto Grassi mit einer Arbeit über das Verhältnis der Marxschen Frühschriften zu Hegels Philosophie. Ein Jahr später musste er sechs Monate seiner Gefängnisstrafe ableisten, trotz heftiger Proteste seines Doktorvaters und anderer Wissenschaftler. Als freier Publizist in München beschäftigte er sich mit Fragen zur Entwicklung des Marxismus und industriesoziologischen Themen. Er war Herausgeber einer dreibändigen Marx-Ausgabe in der Reihe „Rowohlts Klassiker“ und der Reihe „Texte des Sozialismus und Anarchismus 1800–1950“ ebenfalls im Rowohlt Verlag. Er war auch psychotherapeutisch, vor allem als Gruppenanalytiker und Leiter von Selbsthilfegruppen, tätig.

## Werke
- Marx und Hegel: Von der Spekulation zur Dialektik: Interpretation der ersten Schriften von Karl Marx im Hinblick auf sein Verhältnis zu Hegel (1835–1841) , Dissertation, Frankfurt a. M.: Europäische Verlagsanstalt, 1966
- Selbstkritik des Kommunismus, Reinbek bei Hamburg: Rowohlt, 1967
- Karl Marx, Texte zu Methode und Praxis, Bd. 1: Jugendschriften 1835–1841, Reinbek bei Hamburg: Rowohlt, 1968
- Karl Marx, Texte zu Methode und Praxis, Bd. 2: Pariser Manuskripte 1844, Reinbek bei Hamburg: Rowohlt, 1968.
- Karl Marx, Texte zu Methode und Praxis, Bd. 3: Der Mensch in Arbeit und Kooperation (Aus den Grundrissen der Kritik der politischen Ökonomie, 1857/58) , Reinbek bei Hamburg: Rowohlt 1968
- Pierre-Joseph Proudhon, Bekenntnisse eines Revolutionärs um zur Geschichtsschreibung der Februarrevolution beizutragen, Reinbek bei Hamburg: Rowohlt, Texte des Sozialismus und Anarchismus 1800–1950, 1969
- Eduard Bernstein, Die Voraussetzungen des Sozialismus und die Aufgaben der Sozialdemokratie, Reinbek bei Hamburg: Rowohlt, Texte des Sozialismus und Anarchismus 1800–1950, 1969
- Die Befreiung der Arbeit: die Entwicklung kooperativer Selbstorganisation und die Auflösung bürokratisch-hierarchischer Herrschaft, Reinbek b. Hamburg: Rowohlt Taschenbuch Verlag, 1970.
- Nikolaj Bucharin, Ökonomik der Transformationsperiode, Reinbek bei Hamburg: Rowohlt, Texte des Sozialismus und Anarchismus 1800–1950, 1970.
- Vladimir Ilich Lenin, Für und wider die Bürokratie: Schriften und Briefe 1917–1923, Reinbek bei Hamburg: Rowohlt, Texte des Sozialismus und Anarchismus 1800–19, 50, 1970
- Die Rätebewegung, Bd. 1, Reinbek bei Hamburg : Rowohlt, Texte des Sozialismus und Anarchismus 1800–1950, 1971
- Die Rätebewegung, Bd. 2, Reinbek bei Hamburg : Rowohlt, Texte des Sozialismus und Anarchismus 1800–1950, 1972
- Joseph Stalin, Schriften zur Ideologie der Bürokratisierung, Reinbek bei Hamburg: Rowohlt, Texte des Sozialismus und Anarchismus 1800–1950, 1970
- Über die Umwelt der arbeitenden Klasse. Aus den Schriften von Friedrich Engels, herausgegeben von Günter Hillmann, Bertelsmann Fachverlag, Gütersloh 1970
- Mitbestimmung und Selbstbestimmung/Selbstbestimmte Belegschaftskooperation gegen kapitalistische Hierarchie und Bürokratie: Ein Reader zum Wandel vom 19. Jh. bis ins 20. Jh., zusammen mit Lothar Wolfstetter und Hans P. Bahrdt, 2002